# Luz María Beristain Navarrete
Luz María Beristain Navarrete (Tizimín, Yucatán, 4 de octubre de 1963) es una política mexicana, militante del Movimiento Regeneración Nacional. Fue Senadora de la república por el estado de Quintana Roo, electa por el principio de primera minoría desde 2012 hasta 2018, anteriormente había sido diputada local al Congreso de Quintana Roo de 2008-2011.

## Biografía

### Estudios y Formación
Estudió la licenciatura en Relaciones Internacionales en la Universidad Nacional Autónoma de México y posteriormente realizó estudios en la International Language Academy en Washington, D. C. Fue Señorita Yucatán en 1984 y en consecuencia participó el certamen nacional Señorita México del mismo año;. Inició su carrera profesional como funcionaria de la Secretaría de Relaciones Exteriores donde fue Coordinadora de Acreditación en la Dirección General de Protocolo y Asesora en la Dirección General de Europa Occidental. A inicios de la década de 1990 trasladó su residencia a la ciudad de Cancún, Quintana Roo, donde se desarrolló en actividades empresariales y turísticas.

## Carrera política
Se afilió al Partido de la Revolución Democrática en el 2000, y comenzó a participar en actividades políticas de izquierda, que la llevaron en cuatro ocasiones entre 2001 y 2004 a congresos de la Alianza Bolivariana para los Pueblos de Nuestra América - Tratado de Comercio de los Pueblos en La Habana, Cuba, y de 2004 a 2005 fue presidenta estatal del PRD en Quintana Roo.

### Diputada local del Congreso de Quintana Roo (2008-2011
Como diputada local asumió la Presidencia de la Comisión de Derechos Humanos donde impulsó la protección hacia los indígenas mayas. En 2009 pidió licencia para ser candidata a diputada federal por el I Distrito Electoral Federal de Quintana Roo resultando electo por ese distrito Roberto Borge Angulo del PRI.

### Senadora porQuintana Roo(2012-2018)
Fue candidata a senadora por Quintana Roo obteniendo el segundo lugar en el proceso electoral y en consecuencia, resultando electa como Senadora por primera minoría y asumiendo el cargo el 1 de septiembre de 2012. En el senado se desempeñó como secretaría de las comisiones de Turismo, Administración y especial para el Cambio Climático. En 2017 Beristaín renunció al Partido de la Revolución Democrática, para posteriormente desde su escaño en el senado incorporarse a la bancada del Partido del Trabajo. En 2018 se afilia al Movimiento Regeneración Nacional, y apoyo por tercera vez la candidatura presidencial de Andrés Manuel López Obrador, promoviendo desde Quintana Roo el voto por la coalición Juntos Haremos Historia.

## Controversias

### #LadySenadora
El 29 de mayo de 2013 causó un escándalo público al difundirse a través de las redes sociales un VIDEO
donde tiene un altercado con una empleada de la aerolínea Viva Aerobús en el Aeropuerto Internacional de Cancún que no le permitió abordar el avión por haber llegado tarde y ante lo cual ella exigía se le permitiera abordar en "desgraciadamente ser una autoridad" por su cargo de senadora, y ante lo cual recibió el mote de #LadySenadora; a lo que ella se defendió diciéndose víctima de haber recibido un trato prepotente y con intención de perjudicarla políticamente; aunque finalmente se disculpó públicamente por el hecho., Después de la entrevista Joaquín López-Dóriga, se desató fenómeno de Memes

### Segundo Video, Intimidación a Policías
Semanas más tarde aparece otro video donde siendo candidata a Diputada por el PRD intimida y denigra a agentes de Policía de Playa del Carmen por una infracción de tránsito.Luz Maria Beristain, Antes de ser Senadora